# Kanton Beauvais-2
Kanton Beauvais-2 (fr. Canton de Beauvais-2) je francouzský kanton v departementu Oise v regionu Hauts-de-France. Tvoří ho 26 obcí a část města Beauvais. Zřízen byl v roce 2015.

## Obce kantonu
- Allonne
- Auneuil
- Auteuil
- Beauvais (část)
- Berneuil-en-Bray
- Flavacourt
- Frocourt
- Goincourt
- La Houssoye
- Labosse
- Lachapelle-aux-Pots
- Lalande-en-Son
- Lalandelle
- Aux Marais
- Ons-en-Bray
- Porcheux
- Rainvillers
- Saint-Aubin-en-Bray
- Saint-Léger-en-Bray
- Saint-Martin-le-Nœud
- Saint-Paul
- Sérifontaine
- Troussures
- Le Vaumain
- Le Vauroux
- Villers-Saint-Barthélemy
- Warluis